# Henrik Jensen (fodboldspiller, født 1975)
 Der er for få eller ingen kildehenvisninger i denne artikel, hvilket er et problem. Du kan hjælpe ved at angive troværdige kilder til de påstande, som fremføres i artiklen.

 Der er flere personer med dette navn, se Henrik Jensen.
Henrik Jensen (født 10. januar 1975) er en dansk fodboldspiller.
Henrik spillede hele 216 førsteholdskampe for Esbjerg fB og scorede 21 mål inden han stoppede med førsteholdsbold i klubben midt i 2003.
Han blev valgt som Året Spiller i EfB i sæsonen 1997/1998.